# 六車由実
六車 由実（むぐるま ゆみ、1970年8月16日 - ）は、日本の民俗学者・介護職員・社会福祉士。学位は、修士（静岡県立大学・1996年）、博士（文学）（大阪大学・2002年）。
東北芸術工科大学芸術学部准教授を経て、有限会社ユニット・デイサービス「すまいるほーむ」管理者兼生活相談員。

## 来歴
静岡県沼津市に生まれる。加藤学園暁秀高等学校を経て、1994年に静岡県立大学国際関係学部を卒業、同大学院国際関係学研究科比較文化論専攻に進み、1996年に修士課程を修了した。1997年に大阪大学大学院文学研究科日本学専攻博士後期課程日本語学専攻に入り、2000年に博士後期課程単位取得退学した。
2001年から東北芸術工科大学東北文化研究センター研究員となる。2004年に同大学芸術学部歴史遺産学科助教授となり、2007年に准教授に変わる。この間、2002年に大阪大学から博士（文学）の学位を取得した。
2008年に東北芸術工科大学を依願退職し、沼津市の実家に戻る。ハローワークでホームヘルパー2級の資格を取得し、2009年から特別養護老人ホームで介護職員として勤務する。2012年に有限会社ユニット・デイサービス「すまいるほーむ」管理者兼生活相談員となる。
介護職に転じてからは「介護民俗学」を唱える（「『介護民俗学』から」『新潮』2009年10月）。2010年からは『看護学雑誌』（医学書院）にて、「驚きの『介護民俗学』」を連載した。

## 著書
- 『神、人を喰う 人身御供の民俗学』新曜社、2003年
- 『驚きの介護民俗学』医学書院、2012年
- 『介護民俗学へようこそ 「すまいるほーむ」の物語』新潮社、2015年

## 賞歴
- 2000年 - 日本民俗学会研究奨励賞：「『人身御供』と祭 ─尾張大国霊神社の儺追祭をモデルケースにして」[1]
- 2003年 - サントリー学芸賞思想・歴史部門：『神、人を喰う』
- 2013年-旅の文化奨励賞
- 第2回（2013年度）日本医学ジャーナリスト協会賞＜大賞＞書籍部門[2]:『驚きの介護民俗学』